# Any Means Necessary
Any Means Necessary is de elfde single van de Zweedse heavy- en powermetalband HammerFall en verscheen aan het begin van het jaar 2009. Het is de eerste single van het album No Sacrifice, No Victory die uitgebracht werd. Het is een promo cd verpakt in een kartonnen hoesje en het heeft maar één nummer namelijk "Any Means Necessary".
De single werd later, op 6 februari 2009, uitgegeven in de vorm van een digital only EP die vijf nummers bevat, zie lijst hieronder, waarbij de laatste vier beschouwd worden als de beste nummers van de band.

## Lijst van nummers
| 1.                 | Any Means Necessary | 3:35 |
| 2.                 | Last Man Standing   | 4:30 |
| 3.                 | Blood Bound         | 3:49 |
| 4.                 | Hearts on Fire      | 3:51 |
| 5.                 | Renegade            | 4:20 |
| Totale duur: 20:05 |                     |      |

## Bezetting
| Naam             | Functie    |
| ---------------- | ---------- |
| Joacim Cans      | leadzanger |
| Oscar Dronjak    | gitarist   |
| Pontus Norgren   | gitarist   |
| Fredrik Larsson  | bassist    |
| Anders Johansson | drummer    |

## Muziekvideo
Van het nummer "Any Means Necessary" werd een muziekvideo gemaakt waarin alle bandleden te zien zijn.

## Releasegegevens
De single werd ook uitgegeven in de vorm van een 7" Picture disc Vinyl met beperkte oplage waar twee nummers op staan: "Any Means Necessary" op de A-zijde en "My Sharona" op de B-zijde.